# Charqueada (ort)
Charqueada är en ort i Brasilien.   Den ligger i kommunen Charqueada och delstaten São Paulo, i den sydöstra delen av landet, 700 km söder om huvudstaden Brasília. Charqueada ligger 606 meter över havet och antalet invånare är 12 391.
Terrängen runt Charqueada är platt åt sydost, men åt nordväst är den kuperad. Terrängen runt Charqueada sluttar söderut. Närmaste större samhälle är São Pedro, 14,6 km väster om Charqueada.
Omgivningarna runt Charqueada är en mosaik av jordbruksmark och naturlig växtlighet. Runt Charqueada är det ganska tätbefolkat, med 56 invånare per kvadratkilometer.